# 加藤瑠美
加藤 瑠美（かとう るび、1990年7月24日 - ）は、日本の読者モデル、元女性ファッションモデル。愛称は「るびび」。成城大学社会イノベーション学部卒業。
シュガープラス所属。かつてはレプロエンタテインメントに所属していた。
現在は一般企業に就職している。

## 略歴
- ラブベリーイベントに行ったときスカウトされて芸能界入り。2004年、ローティーン向けファッション雑誌『ラブベリー』（徳間書店）の専属モデルとしてデビュー。2007年4月号で同誌の専属モデルを卒業。
- 同年、中学生女子向けのファッション雑誌『Hana*chu→』（主婦の友社）の専属モデルとしても活動し、2006年4月号で同誌の専属モデルを卒業。またアイドルグループ『9nine』のメンバーとして活動していたが、2007年12月をもって脱退した。
- 大学に入った2009年から読者モデルとして活動。これまで『CanCam』、『PINKY』、『non-no』、『JJ』に登場。同年、2009年度のミス成城準グランプリを獲得した。
- 2010年1月、他大学のミスキャンパスと共に、上戸彩がプロデュースを行うウェディングドレスブランド・「U AYA UETO DRESSES」のコレクションに出演した。
- またモデル以外にもアパレルのプレス業としても活動[1]。化粧品やファッション小物のプロデュースも行っている。

## 人物
- 母はシュガープラスの代表で、コスメのプロデュースも手掛ける加藤美佐子[2]。名前の「瑠美」（るび）は、7月の誕生石がルビーだったことと、父が母にあげた指輪がルビーだったことに由来する[3]。
- 前事務所及びラブベリー時代の同僚だった下田奈奈[4]とは今でも仲が良く、プライベートでも遊びに行ったりする程である。
- 女優・タレントの松島志歩は高校時代の同級生[5]。

## 出演

### テレビドラマ
- 吾輩は主婦である（2006年、TBS）

### バラエティ
- ジュニアでGO!（2003年、CSエンタ!371）
- ジェイチェキ（2004年、CSエンタ!371）

### CM
- エステ（2004年、POLA）
- AFLAC 摩訶不思議編（2005年、AFLAC）
- カラオケ ウガ 学校帰りのあとは編（2004年・2006年、カラオケウガ）
- サマンサクリスマス"ディズニーコレクション〜ユニベアシティ"シリーズ(2012年)
- サマンサタバサガールズコレクションレディーストーナメント(2012年)
- サマンサティアラ(2014年)

### Web番組
- 電話占いマヒナ「今すぐあやかりたい！幸せ術　#69」ゲスト(2019年4月10日、FRESHTV)

### 映画
- オペレッタ狸御殿（2005年）
- ZOO（2005年）
- 自虐の詩（2007年）

### 雑誌
- ラブベリー（2004年 - 2007年4月号、徳間書店）専属モデル
- Hana*chu→（2004年-2006年4月号、主婦の友社）専属モデル